# Playdead
Playdead est un studio de développement danois de jeux vidéo indépendants basé à Copenhague. L'entreprise est fondée en 2006 par Arnt Jensen, un ancien directeur artistique de IO Interactive, et Dino Patti.
Le studio est connu pour avoir développé Limbo, sa première production sortie en 2010. Originellement conçu pour le Xbox Live Arcade le jeu est ensuite porté sur plusieurs plates-formes et remporte un grand succès, tant critique que commercial.
La deuxième production du studio est Inside, sorti le 29 juin 2016 sur Xbox One et le 7 juillet sur Steam. Une fois encore, le succès commercial et critique est au rendez-vous. Le jeu sera également porté sur les différentes plateformes. Playdead devient alors une référence dans l'univers du jeu vidéo indépendant. Lors de la sortie du jeu, Dino Patti quitte le studio et fonde au Royaume-Uni avec Chris Olsen, le studio Jumpfish en 2017, dont le premier jeu Somerville, sorti en 2022, ressemble beaucoup à ce que fait Playdead.
En 2017, le studio annonce la production de leur troisième jeu. Pour le moment sans date de sortie, celui-ci se déroulera dans un univers de science-fiction. Encore une fois, le joueur prendra le contrôle d'un personnage évoluant seul dans un monde inconnu. Le studio souhaite également proposer un gameplay 3D, à l'inverse de leurs précédentes productions qui possèdent un gameplay 2D.
Epic Games annonce en mars 2020 qu'ils seront l'éditeur pour le prochain jeu de Playdead.

## Ludographie
| Titre  | Date de sortie | Plates-formes |
| ------ | -------------- | --- |
| Limbo  | 2010           | Xbox 360, PlayStation 3, Windows, OS X, Linux, Xbox One, PlayStation 4, PlayStation Vita, Nintendo Switch, iOS, Android |
| Inside | 2016           | Xbox One, Microsoft Windows, PlayStation 4, Nintendo Switch, iOS                                                        |

## Récompenses
Fin 2016, le site Jeuxvideo.com nomme Playdead pour le titre de « développeur de l'année », aux côtés de Naughty Dog et CD Projekt. C'est CD Projekt, réalisateur de  The Witcher 3: Wild Hunt, qui l'emporte.